# L'homme Machine
L'homme machine (em tradução livre, O Homem Máquina) é um filme de animação franco-britânico em curta-metragem, realizado em 1885 pelo inventor e cronofotógrafo francês Étienne-Jules Marey, um dos pioneiros do estudo das imagens em movimento.
Não se trata de um filme como entendemos hoje, mas de uma sequência de fotografias de apenas alguns segundos, dispostas de forma a criar a impressão de movimento.
No vídeo, desenhos animados de palitos representam um homem caminhando. Atualmente, pode ser visualizado pelo YouTube, encontrando-se em domínio público pela data em que foi realizado.